# بيئة العراق
البيئة بمفهومها العام هي كل ما يحيط بالإنسان من مخلوقات وجمادات في الكون، وهي تعني بالمفهوم الدقيق كيفية تعايش الإنسان مع ما يحيط به دون الإضرار بها، وفي ذات الوقت يتمكن من تسخيرها لنفسه، وهذه المعادلة هي في الحقيقة معادلة صعبة؛ لأن الحياة الصناعية اليوم فعلت فعلها الكبير بأغلب ما يحيط بالإنسان، والحقت أضراراً بالبيئة من خلال النفايات السامة وغير السامة التي تطرح سواء على الأرض، أم في بطنها، أو في البحار.
فهي إذاً (أي البيئة)، وكما يقول المختصون، الإطار الحياتي الذي يعيش فيه الإنسان، ويحتوي على التربة والماء والهواء وما يتضمنه كل عنصر من هذه العناصر الثلاثة من مكونات جمادية، وكائنات تنبض بالحياة، وما يسود هذا الإطار من مظاهر شتى من طقس ومناخ ورياح وأمطار وجاذبية ومغناطيسية.. الخ، ومن علاقات متبادلة بين هذه العناصر

## وزارة البيئة في العراق في زمن قبل الاحتلال
كان العراق من أوائل الدول العربية التي فكرت في حماية البيئة والحد من تدهورها، فكان ان شكلت ما يـعرف بالهيئـة العلـيا للبيـئة البشرية والتي تأسـست بموجب أمر ديوان الرئاسة المرقم 2411 في 10/3/1974 وجاء ذلك عقب مشاركة العراق في مؤتمر استوكهولم للبيئة البشرية عام 1972، وكانت رئاسة الهيئة قد أنيطت بوكيل وزارة البلديات آنذاك وبعضوية ممثلي الدوائر المختلفة ذات الصلة بالبيئة.
تأسست وزارة البيئة في العراق عام 2003 بعد سنوات طويلة من التجاهل نحو البيئة ومتطلبات حمايتها من التلوث، وكان أي قرار بيئي مهما كان بسيطاً هو قرار خاضع إلى الإدارة السياسية، وعلى الرغم من إن التشكيل في هذا التاريخ جاء متأخرا بدرجة كبيرة، إلا أنه مع ذلك جاء في الوقت الحاسم وفي فترة حرجة تعاني فيها الأوضاع البيئية من التدهور الشديد.

## النفط وتأثيره على بيئة العراق
للنفط تأثير ملحوظ على الناحية البيئية والاجتماعية، وذلك من الحوادث والنشاطات الروتينية التي تصاحب إنتاجه وتشغيله، مثل الانفجارات الزلزالية أثناء إنتاجه والحفر، تولد النفايات الملوثة. كما أن استخراج البترول عملية مكلفة وأحيانا ضارة بالبيئة، بالرغم من أن جون هنت من وودز هول أشار في عام 1986 إلى أن أكثر من 70% من الاحتياطي العالمي من النفط لا يستلزم الإضرار بالبيئة لاستخراجه، إلا أن فقدان الرقابة في العراق وعدم المالاة بالنتائج التي سوف تتولد جعل من عملية استخراج النفط في العراق عملية ضارة جدا وقد اشار تقرير عراقي إلا أن العراق لحد الآن لايسثمر الغاز المصاحب للنفط في العراق وهو الذي يستخدم في عمليات توليد الكهرباء ولو استثمر بصورة صحيحة لكانت مشكلة توليد الكهرباء في العراق محلولة منذ زمن بعيد.

## مولدات الكهرباء بالعراق.. عدوة للبيئة وصديقة للتلوث
ترتفع مستويات التلوث البيئي الذي تسببه عوادم المولدات الكهربائية التي تعمل بالبنزين وزيت الغاز (الكاز)، بشكل غير مسبوق في العراق، إلى الحد الذي مولدات الكهرباء في العراق مضرة بالناس وبالبيئة بدا الناس عنده يستشعرون العواقب الوخيمة بشكل ملموس لاسيما وان المولدات تنصب في الأحياء بين البيوت ومراكز المدن، من دون الالتزام بالمعايير البيئية في استخدامهم المولدات حيث لا تزود بعوادم في أكثر الأحيان باعثة مواد سامة في الجو مثل الرصاص الذي يستنشق مباشرة من قبل الإنسان.

### الضوضاء المنبعثة من المولدات
ومن ناحية أخرى فإن الضوضاء المنبعثة من المولدات إضافة إلى الغازات السامة المنبعثة، والاستخدام المباشر للوقود وتخزينه بين الأحياء يعكس صورة الوضع البيئي الذي يعاني منه الكثير من سكان العراق. وأحد أمثلة المخاطر البيئية احتراق مولدة بين الأحياء في مدينة بابل (100 كم جنوب بغداد) مما تسبب في خسائر مادية وتلوث كبير ناتج عن الغاز والدخان واحتراق المواد الكيماوية حيث تطلب إطفاء الحريق عدة ساعات.

### أصحاب المولدات
ولا يعبأ أصحاب المولدات إذا كان المولد مصدرا للضوضاء والتلوث، بل ان شاغله الأول هو إيصال التيار الكهربائي إلى المواطنين، وما يجنيه من أموال في نهاية الشهر.

## الصرف الصحي في العراق
يعتبر العراق من دول العالم الثالث ولهذا البنى التحية تعتبر في العراق شبه معدومة إلا في العاصمة بغداد وبعض الأماكن الأخرى في الشمال ولهذا فان مستويات تثلوث مياة نهري دجلة والفرات قد ارتفعت بشكل كبير وخاصة بعد الاحتلال ومنها مشكلة ازدياد السكان وعدم وجود أماكن سكن مناسبة وعلى طول النهر الذي يقطع مسافات طويلة من المدن والقرى، ترمى مخلفات المنشآت الصناعية والمعامل الصغيرة وورش تصليح السيارات.

## الأمراض المنتشرة بسبب تلوث البيئة

### البلهارسيا والملاريا
ويتمثل التهديد المباشر لتلوث النهر على الصحة بسبب استحمام البعض فيه، إضافة إلى غسل الأواني والملابس من قبل النساء مما يساهم في ظهور أمراض مثل البلهارسيا والملاريا.ويشير بعض السكان الذي يسكنوا بجانب النهر منذ ما يقرب العقدين إلى أن مياه النهر تحمل الكثير من جثث الحيوانات النافقة. كما عثر في عام 2007 على جثث بشرية طافية فوق مياهه.لكن الخبراء الزراعيين ان الخطورة الأكبر التي تهدد النهر تتمثل في تراكم الغري في أعماقه حتى أصبحت مياهه ضحلة.واحتوائه الكثير من الحشائش التي ملأت النهر وضفافه، وهي نباتات لها قدرة على التكاثر السريع مشكلة جزرا وسطية في الكثير من الأجزاء.وعلى رغم أن الجهات المسؤولة أعلنت عن خطة لتطوير ضفاف «شط الحلة» بطول 16 كم، داخل مركز محافظة بابل، عبر تدعيم ضفافه بالصفائح المعدنية، إلا أن بعض المهندسيين يروا ان هذا لن يحل المشاكل الجمة التي يعاني منها النهر.